# Mitsubishi Ki-1
Il Mitsubishi Ki-1 (三菱 キ1?, Mitsubishi ki ichi), identificato anche come Bombardiere pesante tipo 93 (九三式重爆撃機?, Kyūsan-shiki jū bakugeki-ki), era un bombardiere bimotore ad ala bassa prodotto dall'azienda giapponese Mitsubishi Heavy Industries negli anni trenta.
Introdotto nel 1933 venne utilizzato operativamente nelle operazioni durante la seconda guerra sino-giapponese venendo velocemente superato e per questo sostituito prima dello scoppio della seconda guerra mondiale dall'italiano Fiat B.R.20.

## Storia del Progetto

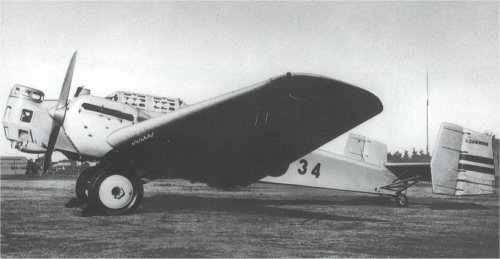
Il Ki-1 visto di lato.

Il progetto venne commissionato con particolari specifiche tecniche: avrebbe dovuto avere due motori ed essere in grado di volare anche con uno solo, doveva portare circa 2.200 lb di bombe e avere 240 km/h di velocità massima. La Mitsubishi che era già venuta in contatto con la Junkers tedesca per lo sviluppo del G 38 (aereo quadrimotore per il trasporto di passeggeri), rispose alla richiesta con una versione maggiorata dello Junkers K-37. Il capo progettista era Nobushiro Nakata. Il primo "mock-up" venne prodotto nell'agosto del 1932 mentre il primo prototipo fu completato nel marzo del 1933. Il primo prototipo era motorizzato con due Rolls-Royce Buzzard da 800 hp che però non erano abbastanza potenti per soddisfare le richieste. L'aereo infatti era più lento di 20 km/h del previsto e non poteva volare con un solo motore. Per ovviare a questi problemi i motori vennero sostituiti con due Mitsubishi Ha-2-2 da 940 cavalli in grado di soddisfare pienamente le richieste. La produzione iniziò nel 1933 per terminare nel 1936 con 118 aerei prodotti. Poco dopo il 1933 venne progettata una seconda versione del Ki-1, denominata Ki-1-II. Nella seconda versione la potenza dei motori venne ancora aumentata (Mitsubishi Ha-2-3) e la velocità massima portata a 230km/h. Parte dei Ki-1-I venne aggiornata alla seconda versione.

## Impiego operativo
Il Ki-1 venne impiegato per la prima volta nella seconda guerra sino-giapponese. Il Ki-1 si rivelò però presto obsoleto e venne sostituito dall'italiano Fiat B.R.20

## Versioni
Ki-1-I
Prima versione. Due motori da 940cv
Ki-1-II
Seconda versione migliorata con nuovi motori ed aumento della velocità massima

## Utilizzatori
Giappone
- Dai-Nippon Teikoku Rikugun Kōkū Hombu